# Xyloperthodes castaneipennis
Xyloperthodes castaneipennis är en skalbaggsart som först beskrevs av Olof Immanuel von Fåhraeus 1871.  Xyloperthodes castaneipennis ingår i släktet Xyloperthodes och familjen kapuschongbaggar. Inga underarter finns listade i Catalogue of Life.